# Liste der denkmalgeschützten Objekte in Bludesch
Die Liste der denkmalgeschützten Objekte in Bludesch enthält die 8 denkmalgeschützten, unbeweglichen Objekte der Gemeinde Bludesch im Bezirk Bludenz.

## Denkmäler
| Foto |                 | Denkmal                                                                                             | Standort                                       | Beschreibung | Metadaten |
| ---- | --------------- | --------------------------------------------------------------------------------------------------- | ---------------------------------------------- | --- | --- |
| ja   | Datei hochladen | Kath. Filialkirche hl. Nikolaus in Zitz HERIS-ID: 56130 Objekt-ID: 65134                            | Alte Landstraße Standort KG: Bludesch          | Der romanische Kirchenbau, 1629/1630 im Langhaus mit einer Holztonne gewölbt und im Chor erweitert, zeigt bemerkenswerte Fresken aus der Zeit um 1330. | BDA-Hist.: Q23541658 Status: § 2a Stand der BDA-Liste: 2025-06-30 Name: Kath. Filialkirche hl. Nikolaus in Zitz GstNr.: .33 Filialkirche hl. Nikolaus in Zitz, Bludesch                  |
| ja   | Datei hochladen | Landeskrankenhaus Gaisbühel und Kapelle HERIS-ID: 56131 Objekt-ID: 65135                            | Gaisbühel 1 Standort KG: Bludesch              | Nordwestlich reichen Gebäudeteile auf das Gebiet der Gemeinde Schlins, der Hauptteil der Anlage steht in der Gemeinde Bludesch. | BDA-Hist.: Q1877464 Status: § 2a Stand der BDA-Liste: 2025-06-30 Name: Landeskrankenhaus Gaisbühel und Kapelle GstNr.: .187 Lungenheilstätte Gaisbühel                                   |
| ja   | Datei hochladen | Gemeindeamt, ehem. Ansitz Unterhalden, ehem. Gasthaus Krone HERIS-ID: 33409 Objekt-ID: 30879        | Hauptstraße 9 Standort KG: Bludesch            | Der Ansitz wurde um 1640 vom 1630 mit dem Prädikat von Haldenegg ausgezeichneten Blumenegger Vogt Johann Rudolf der Ältere von der Halden für seinen gleichnamigen Sohn erbaut. | BDA-Hist.: Q23689626 Status: Bescheid Stand der BDA-Liste: 2025-06-30 Name: Gemeindeamt, ehem. Ansitz Unterhalden, ehem. Gasthaus Krone GstNr.: 542/1                                    |
| ja   | Datei hochladen | Pfarrhof HERIS-ID: 56127 Objekt-ID: 65130                                                           | Hauptstraße 21 Standort KG: Bludesch           | Der Pfarrhof von Bludesch wurde 1632/1633 neu errichtet, einige Jahre vor dem Neubau der Kirche. | BDA-Hist.: Q38070083 Status: § 2a Stand der BDA-Liste: 2025-06-30 Name: Pfarrhof GstNr.: .132                                                                                            |
| ja   | Datei hochladen | Kath. Pfarrkirche hl. Jakobus d. Ä. und Friedhof HERIS-ID: 56129 Objekt-ID: 65133                   | Kirchgasse Standort KG: Bludesch               | Gefördert vom Langvogt Johann Rudolf von der Halden wurde 1650 die gotische Kirche abgebrochen und 1650/1651 ein barocker Neubau mit einer Krypta mit dem Architekten und Baumeister Michael Beer errichtet und 1651 geweiht. | BDA-Hist.: Q21901253 Status: § 2a Stand der BDA-Liste: 2025-06-30 Name: Kath. Pfarrkirche hl. Jakobus d. Ä. und Friedhof GstNr.: .141, 574 Pfarrkirche hl. Jakobus der Ältere (Bludesch) |
| ja   | Datei hochladen | Bauernhaus HERIS-ID: 23216 Objekt-ID: 19565                                                         | Mühleplatz 4 Standort KG: Bludesch             | Das in Steinbauweise errichtete Wohnhaus zeigt an der Traufseite ein Fresko der Madonna mit Kind im Blütenkranz. | BDA-Hist.: Q37874960 Status: Bescheid Stand der BDA-Liste: 2025-06-30 Name: Bauernhaus GstNr.: .62 Mühleplatz 4 (Bludesch)                                                               |
| ja   | Datei hochladen | Bauernhaus HERIS-ID: 58277 Objekt-ID: 68825                                                         | Schulgasse 25 Standort KG: Bludesch            | Das Steinhaus weist einen verschalten Giebel und ein verwaschenes Fresko an der Giebelfront auf. | BDA-Hist.: Q38082087 Status: Bescheid Stand der BDA-Liste: 2025-06-30 Name: Bauernhaus GstNr.: .72                                                                                       |
| ja   | Datei hochladen | Eisenzeitlich-römische Fundstelle in der Flur Runkelina HERIS-ID: 113349 Objekt-ID: 131642seit 2019 | Runkelina 1, in der Nähe Standort KG: Bludesch | Das 2018 entdeckte Heiligtum in Runkelina, ein für den zentralen Alpenraum charakteristischer Opferplatz, war von der mittleren Latènezeit (3./2. Jh. v. Chr.) bis in die Spätantike (4. Jh. n. Chr.) in Gebrauch. Das flache Plateau wird als Festwiese für Zeremonien gedeutet, während an den Rändern des Hügels Votivgaben deponiert worden sein könnten. Die zahlreichen Waffen und Ausrüstungsgegenstände unter den Funden weisen auf einen „männlichen“ Charakter des Heiligtums hin. Welche Gottheit hier verehrt wurde und wo sich der Altar oder die Opferstätte befand, war mit Stand von 2020 noch Gegenstand der Forschung. | BDA-Hist.: Q105647149 Status: § 9-Feststellung Bodendenkmal Stand der BDA-Liste: 2025-06-30 Name: Eisenzeitlich-römische Fundstelle in der Flur Runkelina GstNr.: 981                    |